# Abdelkrim Bahloul
Abdelkrim Bahloul  (ALA-LC: Eabd Alkarim Bihalul (en árabe: 'عبد الكريم بهلول'‎‎;)  25 de octubre de 1950, Boufarik, Argelia) es un actor, director de cine, y guionista franco-argelino.

## Biografía
Abdelkrim Bahloul estudió en el Conservatorio Nacional de arte dramático de Argel de 1968 à 1971, y luego en el Conservatorio Superior Nacional de Arte Dramático de París entre 1976 a 1977. 
En 1973, defendió y obtuvo una maestría en letras modernas por la Universidad Sorbona Nueva de París III. 
Simultáneamente, entre 1972 a 1975, estudió cinematografía en el IDHEC. 
De 1976 a 1980, fue operador de cámara en Antenne 2 y en la TF1, para posteriormente ser asistente-realizador en TF1 de 1980 a 1983.

## Filmografía parcial

### Como director de cine

#### Largometrajes
- 1984 : Le thé à la menthe
- 1992 : Un vampire au paradis
- 1996 : Les sœurs Hamlet
- 1997 : La nuit du destin
- 2004 : Le soleil assassiné
- 2009 : Le voyage à Alger

#### Cortometrajes
- 1975 : La Cellule
- 1978 : La Cible
- 2000 : Le Loupiot
- 2011 : Un amour sur la pointe des pieds

### Como actor

#### 
- 2000 : Yamakasi de Julien Seri y Ariel Zeïtoun
- 2001 : L'autre monde de Merzak Allouache
- 2002 : Le porteur de cartable de Caroline Huppert
- 2006 : Babor D'Zaïr de Merzak Allouache
- 2010 : Sables noirs de Julien Seri
- 2011 : L'Assaut de Julien Leclercq
- 2013 : Wolf de Jim Taihuttu
- 2013 : Lily Rose de Bruno Ballouard
- 2014 : Maintenant, ils peuvent venir de Salem Brahimi
- 2015 : Waiting for you de Charles Garrad

#### En la televisión
- 2006 : Harkis de Alain Tasma (telefilm)
- 2010 : Boulevard du Palais (serie de televisión), France 2
- 2011 : Interpol (serie de televisión), TF1

### En el teatro
- 2010 : Race! de Marc Hoelsmoortel, puesta en escena de Stéphane Bouvet (Comedia Saint Michel)

## Premios y distinciones
Festival Internacional de Cine de San Sebastián
| Año  | Categoría     | Película            | Resultado |
| ---- | ------------- | ------------------- | --------- |
| 2003 | Premio GEHITU | Le soleil assassiné | Ganador   |

- 1992 : Gran Premio del Festival de cine de comedia de Chamrousse por Un vampire au paradis
- 1992 : Gran Premio del Festival Internacional de Cine para la infancia y la juventud de París (FIFEJ)  por Un vampire au paradis
- 1992 : Laure Marsac, mejor actriz en el Festival Internacional de Cine para Niños y Jóvenes de París (FIFEJ)  por Un vampire au paradis
- 1997 : Premio del mejor filme en el "All Africa Films Awards" de Johannesburgo por La Nuit du destin
- 1997 : Premio del mejor realizador en el "All Africa Films Awards" de Johannesburgo por La Nuit du destin
- 1998 : Gran Premio de la Mostra de Valence du cinéma méditerranéen por Les Sœurs Hamlet
- 1998 : Gran Premio del Festival Vues d’Afrique e Montreal por Les Sœurs Hamlet
- 2003 : Golden Zénith en el  Festival Internacional de Cine de Montreal por Le Soleil assassiné
- 2010 : Tanit de Oro del público en el  Festival Internacional de Cartago por Le Voyage à Alger
- 2011 : Mejor escenario (Abdelkrim Bahloul y Neila Chekkat) por Le Voyage à Alger en el  FESPACO 2011
- 2011 : Mejor actriz (Samia Meziane) por Le Voyage à Alger en el  FESPACO 2011
- 2011 : Gran Premio Radio Canadá en el  Festival Vues d'Afrique en Montreal por Le Voyage à Alger

Selecciones
- 1984 : Festival de Cannes, selección Perspectivas de la cinematografía francesa por Le Thé à la menthe
- 2004 : Mostra de Venise, selección en la sección Contre-courant por Le Soleil assassiné